# Pfarrkirche Großmürbisch

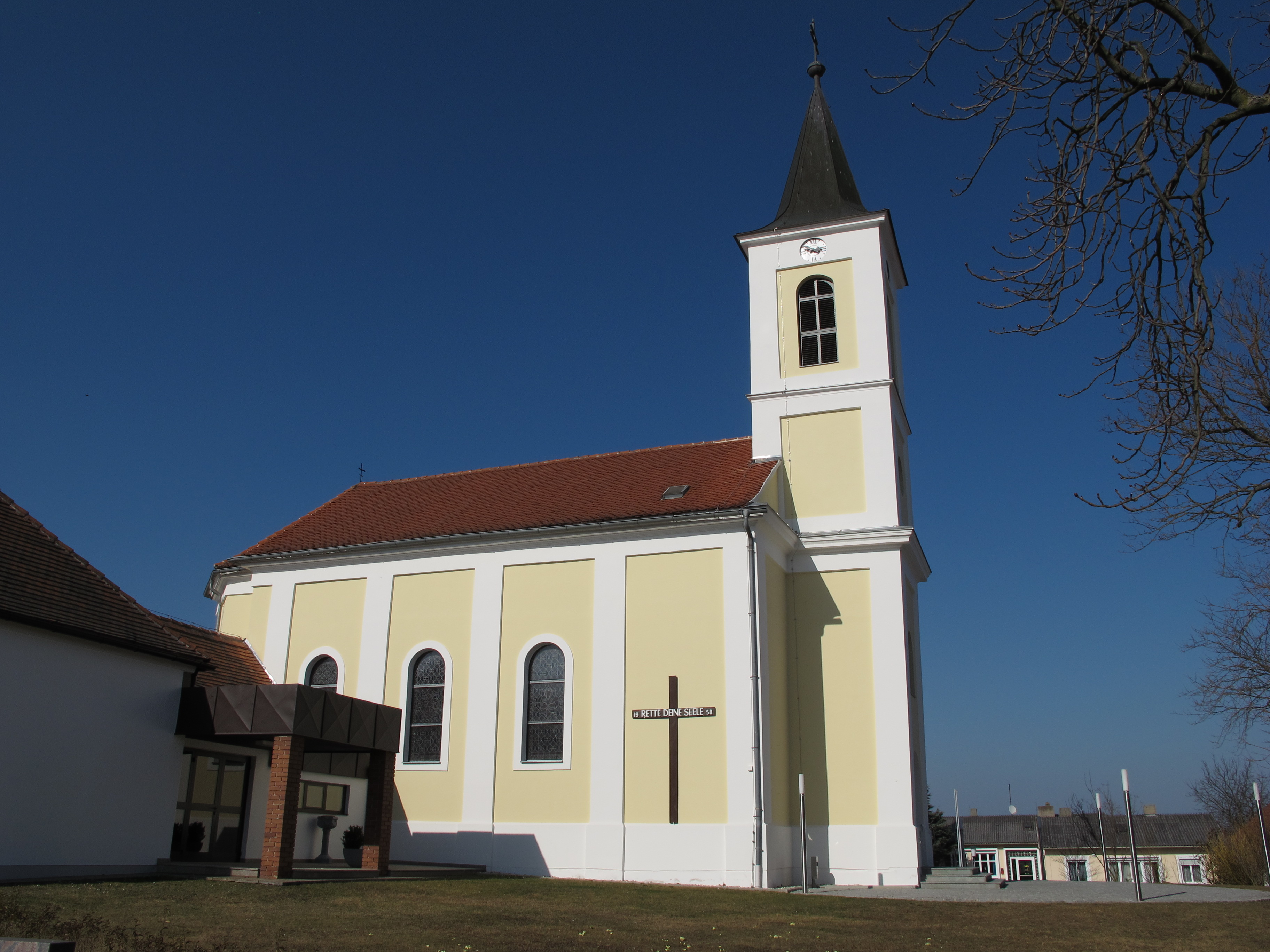
Pfarrkirche Großmürbisch

Die römisch-katholische Pfarrkirche Großmürbisch steht in der Gemeinde Großmürbisch (kroatisch: „Veliki Medveš“, ungarisch: „Alsómedves“) im Bezirk Güssing im Burgenland. Sie ist dem heiligen König Stephan von Ungarn gewidmet und gehört zum Seelsorgeraum Göttliche Barmherzigkeit im Dekanat Güssing in der Diözese Eisenstadt.

## Geschichte
Die Kirche wurde im Jahr 1900 erbaut. Ab 1942 war sie eine Expositur der Pfarre Güssing und wurde von dieser mit „allen Rechten und Pflichten einer Pfarre“ ausgestattet. Am 9. November 1966 wurde sie zur Pfarrkirche erhoben.

## Architektur und Ausstattung
Das Ölbild, das sich heute unter der Westempore befindet, war das ehemalige Hochaltarbild. Es zeigt den heiligen König Stephan von Ungarn in einem geschnitzten Rahmen. Es entstand um 1800.
Die Orgel aus 1899 mit 7 Registern stammt von Peppert Sandor.